# Histoire des Juifs à Biłgoraj
L'histoire des Juifs à Biłgoraj commence dans la seconde moitié du XIVe siècle, avec l'octroi de privilèges par le propriétaire de la ville. La communauté va s'agrandir fortement jusqu'à représenter plus de 60 % de la population totale au début du XXe siècle. Plus de 4 000 de ses membres vont être assassinés pendant la Shoah. Après la Seconde guerre mondiale, les survivants, principalement les Juifs qui ont réussi à fuir avec l'Armée rouge, ne retourneront pas à Biłgoraj. Il n'y a plus de communauté juive à Biłgoraj.
Biłgoraj est une ville du powiat de Biłgoraj de la voïvodie de Lublin, dans le sud-est de la Pologne. La ville compte actuellement un peu plus de 25 000 habitants.
Lors du troisième partage de la Pologne, la ville est incorporée à l'Autriche. Polonaise pendant la courte période napoléonienne, elle est attribuée à la Russie lors du congrès de Vienne en 1815. La ville redevient polonaise après l'indépendance de la Pologne en 1918. Envahie par l'Allemagne nazie dès le début de la Seconde Guerre mondiale, elle fera partie du Gouvernement général de Pologne. La ville est libérée en juillet 1944 par l'Armée rouge.

## Histoire de la communauté juive de Biłgoraj

### Les débuts de la communauté
Dans la seconde moitié du XIVe siècle, les Juifs ont commencé à s'installer à Biłgoraj. Ils sont mentionnés pour la première fois dans une lettre de 1597. Le 20 septembre 1616, le propriétaire de la ville, Zbigniew Gorajski, le fils du fondateur de la ville, accorde aux Juifs un privilège leur permettant de s'installer librement en ville, ainsi que le droit d'acheter et de revendre des biens immobiliers et de construire des maisons dans tout Biłgoraj. Le privilège comprend également la permission de construire une synagogue et d'autres bâtiments communautaires dans la rue Krzeszowska, au bord de l'étang. Ces bâtiments doivent être exonérés d'impôts au profit du propriétaire de la ville. Un permis a également été délivré pour construire un cimetière à l'extérieur des limites de la ville. Conformément aux droits autonomes des Juifs de la République de Pologne, il les soustrait de la juridiction du tribunal et du conseil municipal, et nomme un juge distinct qui devra rendre des jugements avec la participation du doyen de la communauté juive. Il sera possible de faire appel de la condamnation auprès du propriétaire de la ville. Le 21 décembre 1634, Gorajski confirme les droits accordés à la communauté juive.
Le développement de la communauté juive de la ville est entravé par les massacres de la période du soulèvement de Khmelnytsky en 1648–1649. En 1660, seuls douze Juifs vivent à Biłgoraj. En 1674, ils sont quarante sur 237 habitants de Biłgoraj. Le petit nombre d'habitants juifs retarde l'établissement d'une communauté établie. Les Juifs de Biłgoraj dépendent alors de la communauté de Szczebrzeszyn, ville distante d'une trentaine de kilomètres. Cela va changer à la suite du privilège accordé le 15 février 1694 par le nouveau propriétaire de la ville, Stanisław Antoni Szczuka. Ce privilège, destiné à empêcher les impôts excessifs perçus par les anciens du district de Chelm, abroge la juridiction de la communauté juive de Szczebrzeszyn sur les Juifs de Biłgoraj. Une communauté juive indépendante est alors établie à Biłgoraj.
En 1741, les Juifs de Frampol et de Radzięcin sont rattachés à la juridiction de la communauté juive de Biłgoraj. Cette décision est rendue possible par le propriétaire des deux villages Józef Butler.
Au XVIIIe siècle, la ville contracte un prêt pour l'entretien de ses routes et de son système défensif. La population juive est réticente à prendre part à ces projets. Pour régler le problème, Jan Potocki crée un fonds qui devra être alimenté pour 1/3 par la communauté juive soit un peu plus de 100 zlotys et pour 2/3 par la population chrétienne.
Aux XVIIe et XVIIIe siècles la plupart des habitants juifs de Biłgoraj pratique le commerce. En 1611, Zbigniew Gorajski, pour respecter les pratiques religieuses des Juifs, déplace le jour du marché du samedi au jeudi. En 1778, sur 68 maisons du Rynek (place du Marché), 56 appartiennent à des Juifs. Ils possèdent également des maisons rue Tarnogrodzka, rue Cerkiewna et rue Nadstawna, à côté de laquelle se trouvent le mikvé (bain rituel), une école et une synagogue. Les activités des marchands juifs suscitent l'opposition des artisans chrétiens. Ils portent plainte auprès des propriétaires de la ville contre des Juifs qui importent des marchandises qui font concurrence aux produits fabriqués par les guildes de la ville. En 1726, Stanisław Antoni Szczuka interdit l'importation à Biłgoraj de produits finis de cordonnerie d'autres villes et le commerce de ces produits. En octobre 1742, Eustachy Potocki punit Eliasz Nosynowicz, Berek Dawidowicz et Tedrys Bieniaszewicz pour avoir apporté des chaussures dans la ville et les avoir mises en vente. Les chaussures sont confisquées et les coupables condamnés à payer une amende de 15 grzivnas. En 1752, les autorités de la ville interdisent aux Juifs d'importer des écheveaux de laine et de les vendre.
Les Juifs de Biłgoraj sont aussi des artisans. Il y a une guilde juive de fourreurs, de tailleurs et de tisserands. Celle-ci doit payer une taxe de 8 złotys à la paroisse locale. Les juifs orthodoxes brassent également de la bière et distillent de la vodka. D'après le recensement de 1802, on dénombre parmi les Juifs, un vitrier et un tailleur, deux chapeliers, des boulangers, des bouchers et des cordonniers, ainsi que trois orfèvres.
En 1778, la ville compte 2 176 habitants, dont 418 juifs.

### Avant laPremière Guerre mondiale
En 1819, sur 2 307 habitants de Biłgoraj, 616 sont juifs. Ils vivent principalement autour du Rynek (place du marché), et dans les rues Nadstawna, Cerkiewna, Tarnogrodzka, Morowa, Zatylna, Lubelska, dans le faubourg Lubelskie et sur la route Lubelskie.
La plupart des Juifs de la première moitié du XIXe siècle sont aubergistes, commerçants y compris dans le commerce du sel, et artisans. Les artisans sont principalement tailleurs, fabricants de tamis ou cordonniers. Il y a aussi des boulangers et des bouchers. Les Juifs les plus riches à cette période sont : Szmul El Szwerdszarf, un marchand de bois qui flotte le bois jusqu'à Dantzig; Dawid Lubliner, un entrepreneur en construction, propriétaire du plus grand immeuble en briques de Biłgoraj, qu'il louera comme hôpital de campagne au 13e régiment de cosaques du Don; Josef Goldman, un marchand et financier; Abus Pelec, un commerçant; Herszel Szajnwald, un négociant en céréales, propriétaire d'un moulin à Rożnówka.
En 1864 Josef Goldman se voit octroyer le privilège de produire et de vendre de l'alcool. Quand huit Juifs de Biłgoraj accusent Goldman de les forcer à acheter de l'alcool de mauvaise qualité à un prix élevé, le litige est réglé par le gouverneur de Lublin qui ordonne à Goldman d'assurer une vodka de haute qualité, mais n'interdit pas à celui-ci de vendre de l'alcool.
En 1875, Szoel Gebet de la dynastie hassidique d'Izhbitza-Radzin (Izbica et Radzyń), s'installe à Biłgoraj en provenance de Szczebrzeszyn. La communauté juive de Biłgoraj se plaint auprès des autorités gouvernementales que Gebet proclame la Loi de Dieu et qu'il effectue l'abattage des animaux sans la permission du rabbin local. En réponse, le maire de la ville confisque à Gebet ses outils servant à l'abattage rituel.
En 1860, Biłgoraj compte 5 434 habitants, dont 2 070 Juifs. En 1899, la population de Biłgoraj s'élève à 8 953 personnes dont 3 810 Juifs.
Le premier rabbin connu à Biłgoraj est Szmul Szmul (1740–1807). Il est remplacé par Eliahu Margules en 1805. Les rabbins suivants sont Mosze Cwi Hirsz Majzels, puis son fils Awigdor et son gendre Icchak Natan Nete Berliner. À partir de 1864, le poste est repris successivement par Nachun Palast, Szmul Engel de Galice, Jakub Mordechaj Zylberman (grand-père d'Isaac Bashevis Singer) et en 1913 par Józef Zylberman. Josef Zylberman reste rabbin jusqu'en 1926, mais en raison de sa maladie, il ne peut pas accomplir toutes ses fonctions et c'est R. Chaim Hochman de la ville voisine de Krzeszów qui est chargé de le seconder.
Au début du XXe siècle, les juifs se sont spécialisés dans la fabrication de tamis. Sur les 377 ateliers fabricant des tamis situés à Biłgoraj, 376 appartiennent à des Juifs. Urysz Zylberberg, Mojżesz Wajsman, Icek Majer Warszawiak, M. Berger, J. Korensztajn, L. et W. Sznicer et Tuchaman sont les propriétaires des plus grandes usines de tamis de la ville. Parmi les marchands les plus riches figurent: Szmul Lajchert, commerce de marchandises coloniales; Lipa Wakszul, épicerie et grossiste; Chaskiel Kandel, Szloma Sztul, Berek Klajnminc et Szlafrok, détaillants; R. Majman, magasin de textile et Eljasz Enstein, pharmacien. La majorité des auberges et débits de boisson sont détenus par des Juifs, dont entre autres Gerszon et Fiszel Kielmanowicz, Jankiel Senders et J. Szarfman.
À cette époque, la communauté juive dispose d'une synagogue en brique construite en 1875 rue Lubelska, de deux maisons d'enseignement, d'un mikvé, de deux cimetières, de quatre maisons de prière, d'une école Talmud Torah et d'un refuge pour pauvres et handicapés.
Pendant la Première Guerre mondiale, en 1916, est créée la première organisation sioniste à Biłgoraj]. Elle est dirigée par Oizerkes, un ancien officier de l'armée autrichienne, Aharon Berman; Honigboim; Leib Bramberg; Brafman; Eliyahu Groisman et d'autres. En 1917, elle célèbre avec éclat la déclaration Balfour : de nombreuses maisons sont alors décorées en bleu et blanc et affichent de grands portraits de Theodor Herzl.
La vie juive à Biłgoraj 

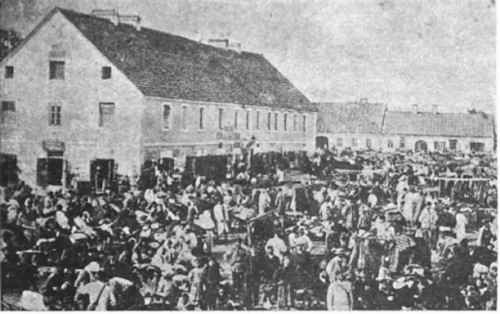
Jour de marché sur le Rynek
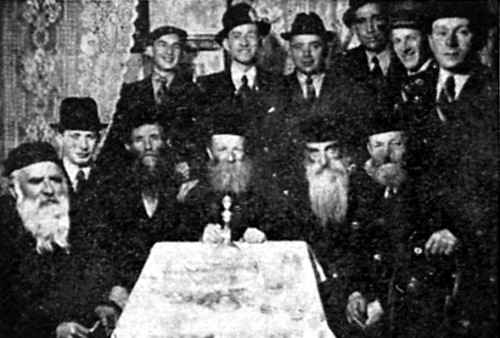
un mariage orthodoxe
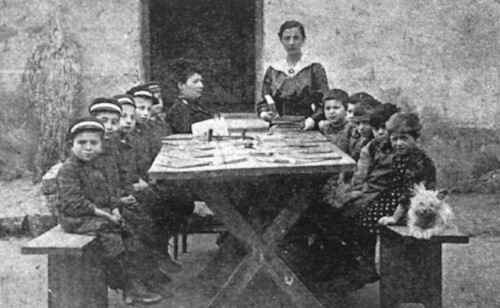
Repas à des orphelins pendant la Première Guerre mondiale
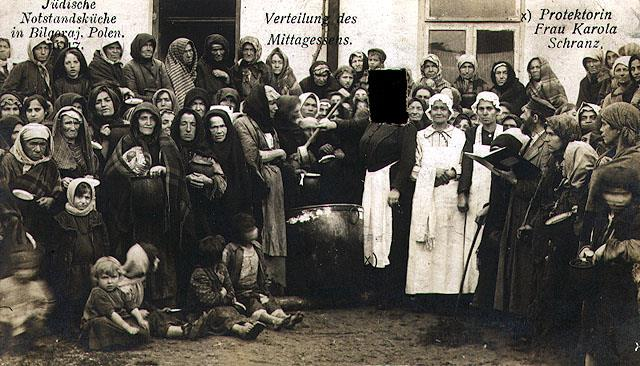
Soupe populaire dans les années 1920
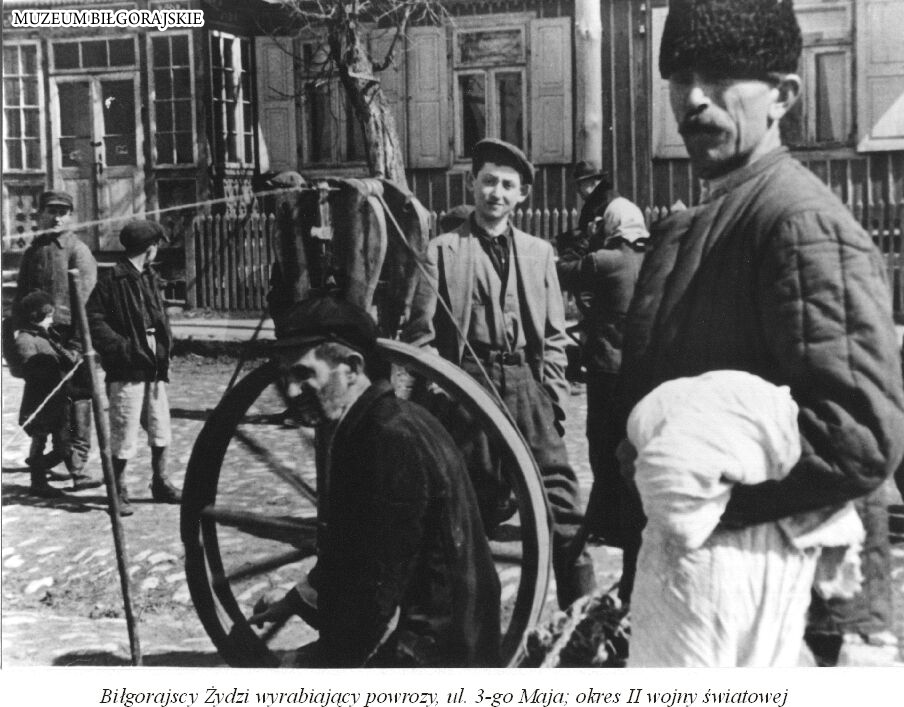
Juifs fabriquant des cordes

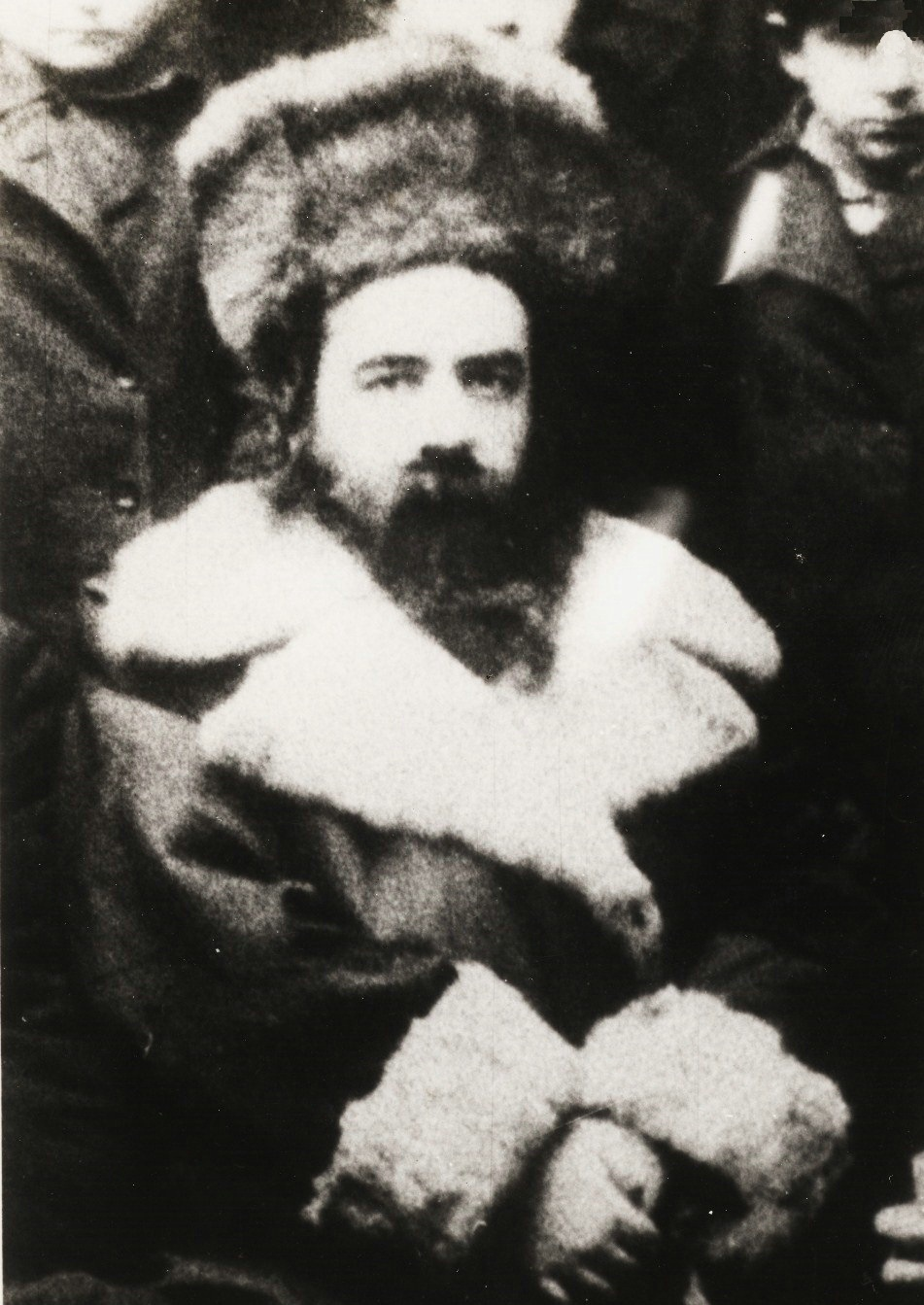
Le rabbin Mordechai Rokeach

### L'entre-deux-guerres
La Pologne retrouve son indépendance en 1918, et le 2 août 1919, les autorités polonaises créent la voïvodie de Lublin, qui à son tour est divisée en 19 districts. L'un des powiat de la voïvodie de Lublin est le powiat de Biłgoraj dont Biłgoraj devient la capitale. Cela entraîne un développement rapide de la ville. Gerson Gutwein devient le chef de la communauté juive, et le rabbin Mordechai Rokeach avec Moshe Zylberman comme rabbin associé, s'occupe des offices et des affaires religieuses. Rokeach exerce son poste de 1927 à 1939 et est le dernier rabbin de Biłgoraj.
En 1921, Biłgoraj est habitée par 5 603 personnes, dont 3 715 Juifs. Lors des élections au conseil municipal de Biłgoraj, le 28 mars 1924, les conseillers élus sont tous polonais. Les habitants juifs de la ville n'ont pas pu voter, car le comité électoral a annulé toutes les listes juives en argumentant leur décision que le polonais parlé par les candidats n'était pas satisfaisant. Les Juifs de Biłgoraj porte plainte au tribunal administratif de Varsovie, qui annule les élections. Les nouvelles élections se déroulent le 4 septembre 1927. Les Juifs remportent en tout 12 sièges répartis entre: le mouvement orthodoxe Agoudat Israel – 5 sièges, L'organisation sioniste – 1 siège; les sionistes religieux de Mizrahi – 2 sièges;, les Juifs non partisans - 4 sièges. Du 27 au 29 mai 1927, 145 travailleurs juifs associés à l'Union centrale des artisans juifs se mettent en grève et obtiennent l'introduction de la journée de travail de 8 heures.
En 1928, l'organisation sioniste se scinde entre le Betar, un mouvement de jeunesse juif radical et HeChalutz., un mouvement engagé dans la formation des jeunes aux métiers de l'agriculture en vue de leur immigration en Palestine. Quelques années plus tard se crée à Biłgoraj une branche Brit Hatsohar de sionistes révisionnistes. Le Poalei-Zion, un mouvement sioniste socialiste, regroupe des membres plus âgés.
Différents mouvements sionistes

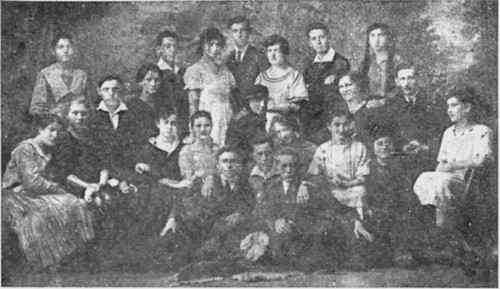
L'organisation sioniste en 1919-1920
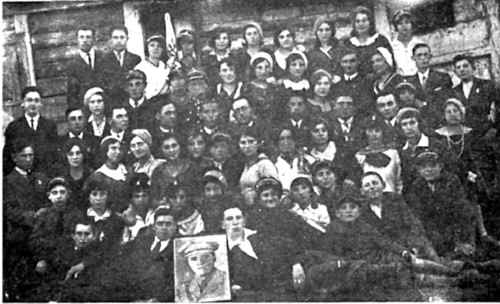
Membres du mouvement Betar
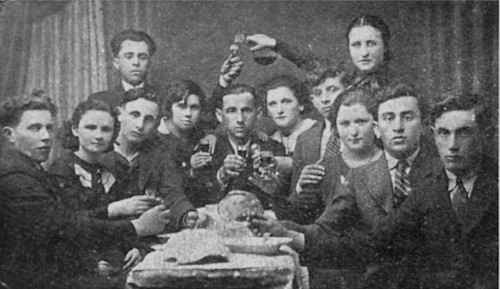
Seder de Pessah organisé par le Betar
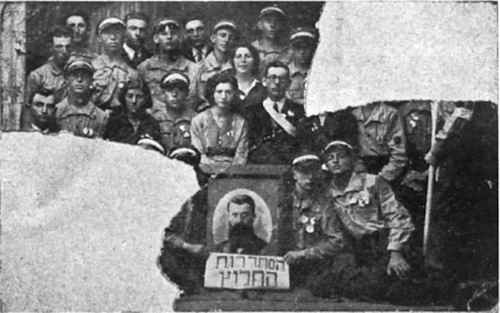
Le mouvement HeHalutz avec la photo d'Herzl
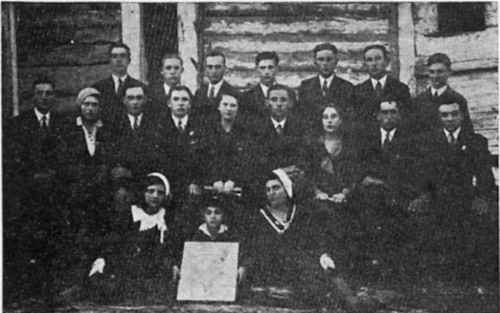
Mouvement Brit Hatsohar

En 1932, le complexe de la synagogue comprend outre la synagogue, un cimetière, des écoles juives le grand et le petit Beth Midrash, le heder Zikaron Jaakov, des maisons de prière les Shtiebel Turzyski et Rudnik, un bain public avec mikvé, un refuge pour personnes âgées et handicapées et une maison communautaire dans l'ancienne maison du rabbin. Après 1932, un abattoir de volailles rejoint le complexe de la synagogue.
Dans la rue Morowa, plus tard rebaptisée 3 Maja, se trouve un autre cimetière juif, fondé après 1728 avec de beaux chênes centenaires. Malheureusement, au printemps 1941, des unités allemandes de l'organisation Todt, avec l'aide d'ouvriers polonais, démolissent le cimetière: les monuments et les pierres tombales sont utilisés pour réparer les routes et les trottoirs, et les énormes chênes sont abattus et transportés vers le Reich. Sur le site du cimetière, les Allemands construisent des casernes et des entrepôts servant à rassembler les Juifs avant leur déportation vers les camps d'extermination. Après la guerre, une école secondaire a été construite sur le site.
En août 1939, la population de la ville est de 8 270 habitants, dont 5 010 juifs. La place du marché, les rues Lubelska et Frampolska sont habitées à 90 % par des Juifs. Les Juifs les plus riches de Biłgoraj sont: les Erbesfeld, les Tajers, les Kandels, les Wakszuls, les Harmans, les Izorfs, les Grynapls et les Izajnwalds. Les personnes suivantes vivent également dans l'aisance: Aron Kaminer, le dentiste; Berek Kaminer, le propriétaire de l'imprimerie; Dawid Kaminer, le pianiste; et le violoniste Hudesa. La plupart de ces familles possèdent également des comptes dans des banques étrangères, notamment en Suisse et en Autriche. Malheureusement pour eux, leurs actifs investis dans les banques viennoises vont être complètement perdus après l'annexion de l'Autriche par l'Allemagne en 1938.
L'imprimerie Kronenberg installée à Biłgoraj publie les travaux d'éminents rabbins comme Aharon Levin de Rzeszów, Yechezkiel Michelson de Varsovie ou Moshe Avigdor Amiel d'Anvers.
La communauté juive dirige une école Talmud Torah et en 1929, s'ouvre une école Beit Yaakov pour filles.
La communauté juive possède plusieurs associations caritatives : Linat Hatzedek (aide aux malades) créée en 1930 pour collecter de l'argent pour les pauvres et les malades; Bikur Cholim (Visite aux malades) établi en 1934 par des importants hommes d'affaires de la ville: Levi Stern, Nuteh Kronenberg, Chaim Anger, Hershel Groisman, Chaim Mordechai Hirshenhorn, et Shloime Israel Shtall; Beit Lechem (maison du pain) fondé en 1934, apporte de la nourriture aux pauvres pour le chabbat; Hachnasat Orchim (hospitalité pour les vagabonds) créé en 1936, aide les pauvres de passage en leur offrant l'hospitalité.

### LaSeconde Guerre mondiale
Le 6 septembre 1939, la Luftwaffe bombarde la ville. De nombreux habitants sont tués, dont de nombreux Juifs. Le 11 septembre 1939, des incendies se déclarent dans la ville à la suite d'un autre bombardement. Les rues Brok, Bagno, Szewska, Piłsudskiego, Kościuszki et Rynek sont incendiées. La synagogue et ses environs sont en flamme et presque tous les livres et objets sacrés sont détruits. Après la campagne de septembre et conformément au pacte Molotov-Ribbentrop, Biłgoraj est occupée par l'Armée rouge le 28 septembre 1939. Les Soviétiques sont accueillis avec enthousiasme par les Juifs pauvres. Après les ajustements de frontières entre le Troisième Reich et la Russie soviétique, Biłgoraj est restituée à l'Allemagne nazie et devient une partie du Gouvernement général de Pologne. Le 3 octobre 1939, les troupes allemandes occupent à nouveau Biłgoraj. Environ 1 500 Juifs réussissent à quitter Biłgoraj avec l'Armée rouge en retraite.

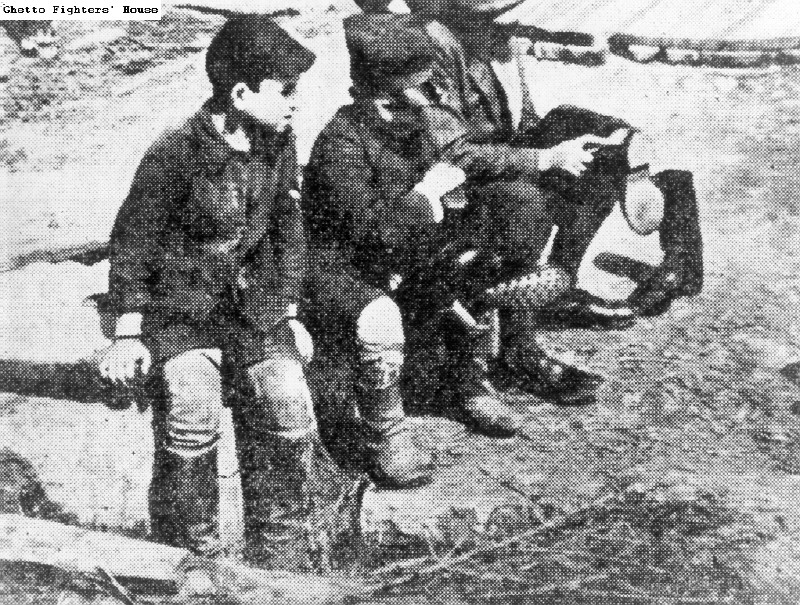
Enfants du ghetto cirant les bottes de soldats allemands

Werner Ansel est nommé chef de l'administration allemande ou Kreishauptmann du Kreis Biłgoraj. En avril 1942 il est remplacé par Hans Augustin auquel succède en novembre 1942 Karl Adam. Les Allemands immédiatement promulguent des règlements harcelant les Juifs. La population juive n'est autorisée à vivre que dans le secteur délimité par les rues 3 Maja, Nadstawna et Ogrodowa. Les Juifs doivent porter un brassard blanc avec l'étoile de David sur leur bras gauche et ne sont pas autorisés à se rendre dans la rue Glowna (rue principale) où résident les Allemands. En décembre 1939, les Allemands fondent un Judenrat (Conseil juif), composé de 5 personnes dont le premier président est Szymon Bin. L'administration allemande décide de la ration alimentaire journalière à donner aux Juifs. En juin 1940, un ghetto est créé, composé des deux rues Lubelska et 3 Maja, dans lesquelles s'entassent 3 500 Juifs,. Les Allemands interdisent aux Juifs de faire du commerce. Le travail forcé est introduit: tous les hommes de 14 à 60 ans sont employés pour l'abattage d'arbres dans les forêts aux alentours, dans la construction de routes, à la gare du village de Rapy, dans les carrières de Glinisko, ainsi que pour la construction d'un canal sur la rivière Łada. Ils commencent à travailler à 6 heures du matin jusqu'à 17 heures. D'autres sont envoyés dans des camps de travail forcé à Bukowa ou à Dyle pour des travaux de drainage de terre.

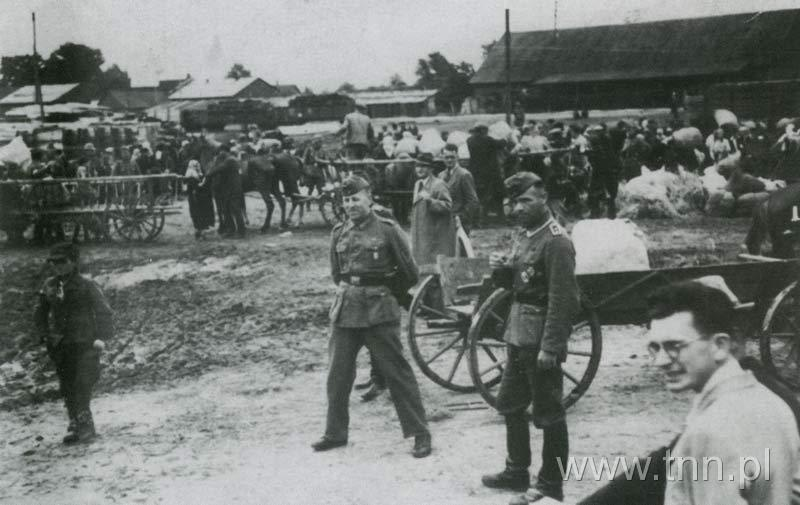
Déportation des Juifs de Biłgoraj

Devant le refus du Judenrat de désigner un groupe de Juifs à envoyer au camp de travail forcé de Bełżec et de créer une police juive du ghetto (Jüdischer Ordnungsdienst), les Allemands fusillent en août 1940 tous les membres du Judenrat de Biłgoraj y compris son président Szymon Bin et son vice-président Hillel Janower.
À partir de décembre 1940, les Juifs de Biłgoraj sont pris en charge par le Judische Soziale Selbsthilfe (Comité d'auto-assistance sociale juive), qui au milieu de 1942 est transformé en Judische Unterstutzungsstelle (Centre de soutien juif). A l'automne 1941, les Allemands établissent l'hôpital juif de Lubelska par crainte de la propagation d'une épidémie de typhus, et le comité d'auto-assistance sociale juive demande l'envoi du Dr Jakub Meisl et du Dr R. Polatschek, tous deux personnes déplacées de Vienne pour s'occuper de l'hôpital. Des Juifs d'Autriche, qui n'avaient aucun moyen de subsistance, arrivent dans la ville et sont logés dans le ghetto déjà surpeuplé.
Selon une lettre du 18 janvier 1942 du Comité d'auto-assistance sociale juive de Biłgoraj:
« Pendant une longue période, les résidents juifs ont reçu 72,5 grammes de pain par jour, soit 2,2 kg par mois et 200 grammes de sucre par mois, ainsi que des rations irrégulières de savon (60 grammes), un savon de toilette, un paquet de poudre à laver et 1 litre de kérosène par famille »
Les conditions sanitaires, la famine et la promiscuité entrainent de nombreux décès. Les morts sont inhumés au cimetière juif de la rue Morowa (3 Maja). Des cadavres apportés du ghetto de Tarnogród sont enterrés au cimetière juif de Piaski, en banlieue de Biłgoraj.
Alors que le cimetière de la rue Morowa est totalement détruit par les Allemands, celui de la rue Konopnickiej n'est que partiellement détruit. On y trouve encore de nombreuses pierres tombales historiques (matzevot), mais seules trois pierres tombales des rabbins de Biłgoraj ont survécu jusqu'à nos jours, à savoir: la pierre tombale de Jcchak Natan Note, décédé le 20 mai 1864; la pierre tombale de Nachum Palast, décédé en 1884 et la pierre tombale de Yosef, fils de Jaakow Mordechaj Zylberman, décédé le 5 mars 1926.
Par trois fois, les Allemands procèdent à des déportations de la population juive de Biłgoraj. Le 6 avril 1941, environ 800 personnes sont transportées à Goraj. Le 22 avril 1942, 220 personnes sont déportées à Tarnogród, principalement les personnes les plus pauvres. Les 8 et 9 aout 1942, environ 1 500 personnes, dont 800 Juifs de Biłgoraj, essentiellement des femmes des enfants et des personnes âgées sont déportées.

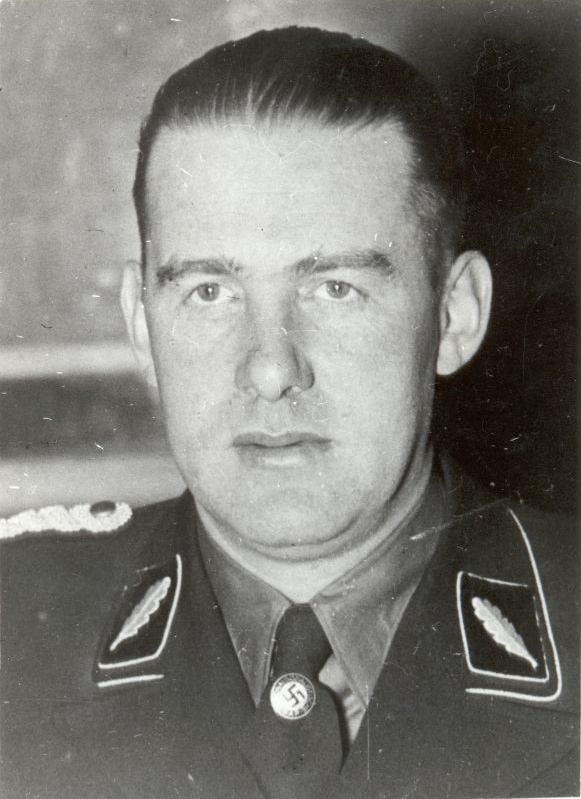
Odilo Globocnik, chef des SS de Lublin

Le 2 novembre 1942 commence à Biłgoraj, l'opération Reinhardt. Le responsable est Odilo Globocnik, le chef de la police et des SS du district de Lublin. La ville est encerclée par des unités spéciales de la Schutzpolizei, composées d'Allemands et de collaborateurs lettons, croates, lituaniens et ukrainiens. Dans la soirée, les Juifs de Tarnogród et de Krzeszów sont amenés à Biłgoraj et sont placés dans des casernes situées rue 3. Maja. Le 3 novembre, les Allemands conduisent à pied tous les Juifs à Zwierzyniec, distant de 25 km. Un grand nombre sont abattus durant la marche. À Zwierzyniec, ils sont entassés dans des wagons à bestiaux et transportés par chemin de fer jusqu'au camp d'extermination de Bełżec, où la quasi-totalité est envoyée immédiatement dans les chambres à gaz.
Le 4 novembre, les nazis tuent les Juifs hospitalisés à l'hôpital de Biłgoraj. La Gestapo ordonne que les plus malades soient transportés à l'extérieur de l'hôpital avant de les abattre et de bruler leur corps par crainte d'épidémie. À la fin de l'année 1942, les allemands procèdent à une chasse aux Juifs cachés. Près de 300 sont pris et exécutés sur le site du cimetière de la rue Konopnickiej.
Le 15 janvier 1943, les Allemands abolissent le ghetto, qui avait été établi en juin 1940. Pendant la période d'occupation, les Allemands ont assassiné environ 4 000 Juifs de Biłgoraj.
Le 1er mars 1943, selon un recensement allemand, la population de Biłgoraj est de 4 547 habitants, dont 4 258 Polonais, 212 Ukrainiens, 66 Allemands et 11 d'autres nationalité. Aucun Juif n'est mentionné par les autorités allemandes.
Les seuls Juifs de Biłgoraj qui ont survécu à la Shoah, sont ceux qui ont suivi les troupes soviétiques en 1939 au tout début de la guerre. Alors que les jeunes hommes étaient pour la plupart enrôlés dans l'Armée rouge, les familles étaient envoyées dans des territoires au fond de la Russie. À la fin de la guerre, peu sont retournés à Biłgoraj, avant d'émigrer principalement vers les États-Unis ou Israël. La communauté juive de Bilgoraj n'a pas été reconstituée.
Le seul souvenir de la communauté juive de Biłgoraj aujourd'hui sont les restes du cimetière local, complètement dévasté pendant l'occupation et complètement oublié pendant longtemps. La rénovation de 50 matzevot conservées a eu lieu en 1986. Un monument à la mémoire des Juifs de Biłgoraj et des environs, assassinés par les nazis, a été érigé dans le cimetière.
Quelques Polonais ont risqué leur propre vie et celle de leur famille pour cacher des Juifs ou leur fournir une aide. Paweł et Wiktoria Trzciński ont hébergé Chaskiel Kandel et Dawid Szlafrok avec leurs familles. Ils l'ont payé de leur vie. Le 17 février 1943, les nazis découvrent la cachette des familles Kandel et Szlafrok et les abattent. Les Trzcinskis sont arrêtés et après avoir été torturés, ils sont exécutés le 2 mars 1943, laissant derrière leur jeune fille Gabriela.
Jan Mikulski, un agent forestier a eu plus de chance. Il a réussi à cacher cinq Juifs jusqu'à la fin de la guerre.
Après la guerre, plusieurs Juifs survivants de la Shoah, vivant dans des camps de personnes déplacées (Sh'erit ha-Pletah), se rendent à Biłgoraj pour rendre un dernier hommages aux victimes. Ils inspectent les sites d'exécutions à la recherche des corps des victimes afin de les exhumer et de les enterrer dans le cimetière juif de la rue Konopnickiej.

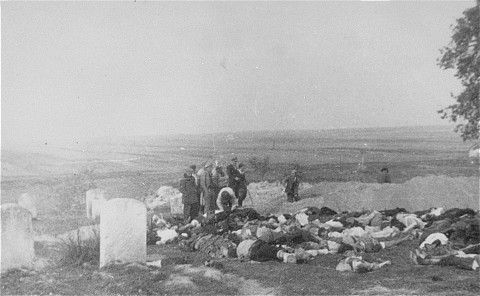
découverte d'une zone d'exécution
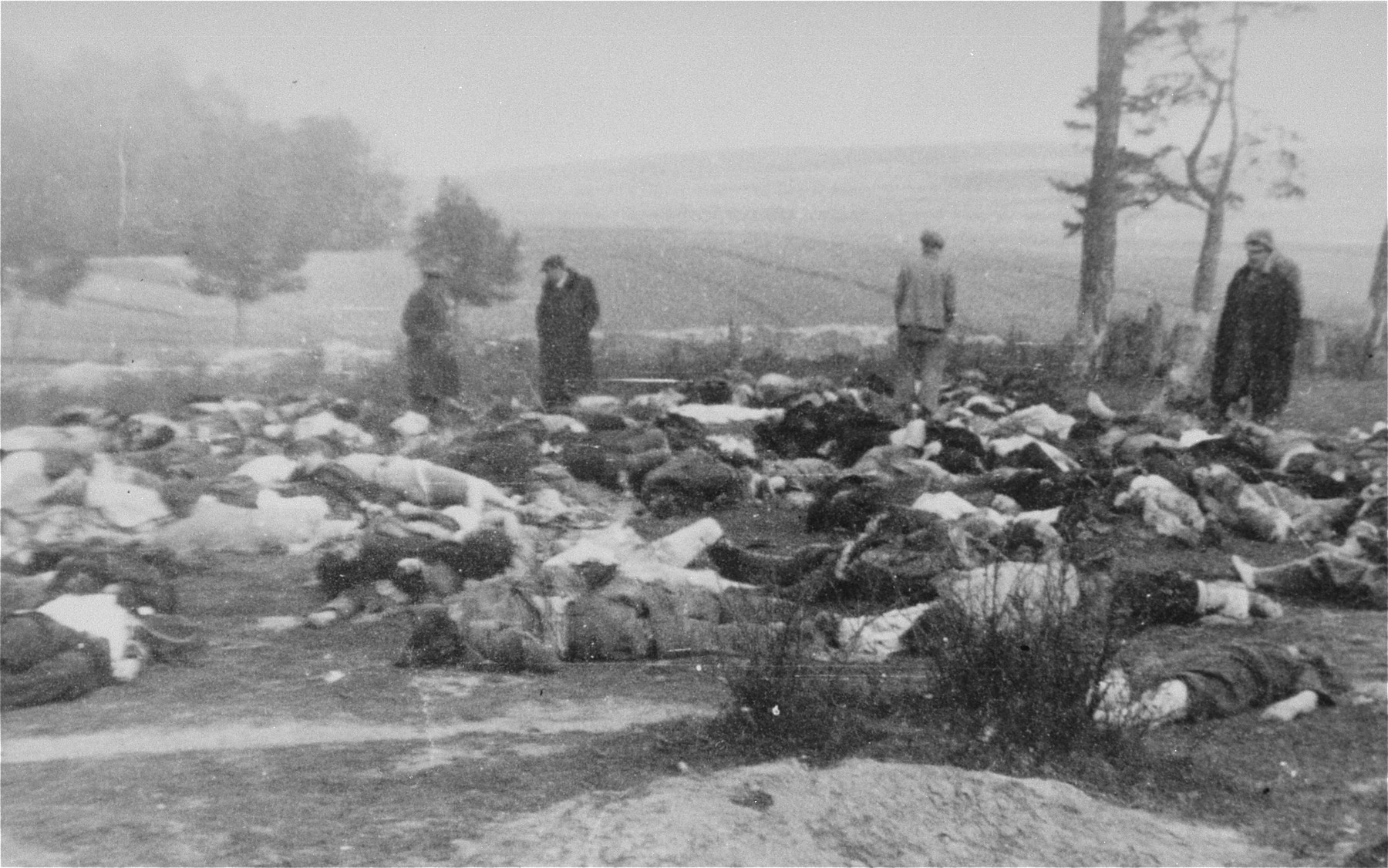
Zone d'exécution dans les environs de Biłgoraj
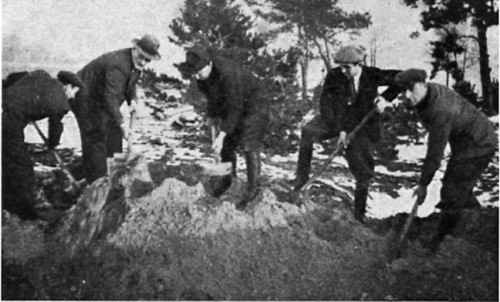
Travaux d'exhumation des victimes en1948
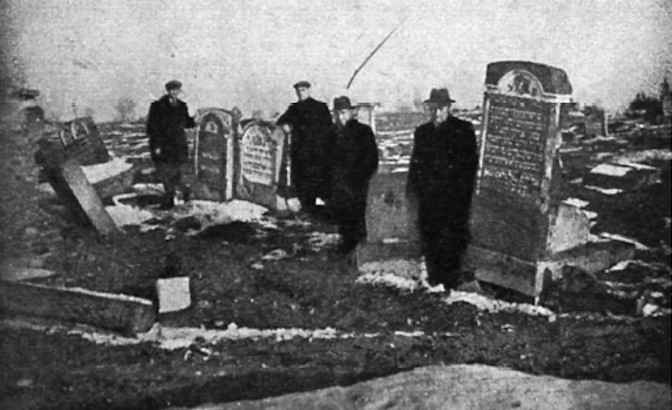
Enterrement des victimes dans le cimetière juif en 1948

## Personnalités juives nées à Biłgoraj
- Shmuel Atzmon-Wircer (1929- ), créateur du Yiddishpiel Theatre en Israël
- Shmuel Ben-Artzi (1914-2011), écrivain, poète et éducateur israélien
- Esther Kreitman (1891-1954), écrivaine britannique, sœur d'Israel Joshua Singer et d'Isaac Bashevis Singer
- Israel Joshua Singer (1893-1944), écrivain yiddish, frère du prix Nobel de littérature Isaac Bashevis Singer
- Ben-Zion Tomer (1928-1998), poète israélien

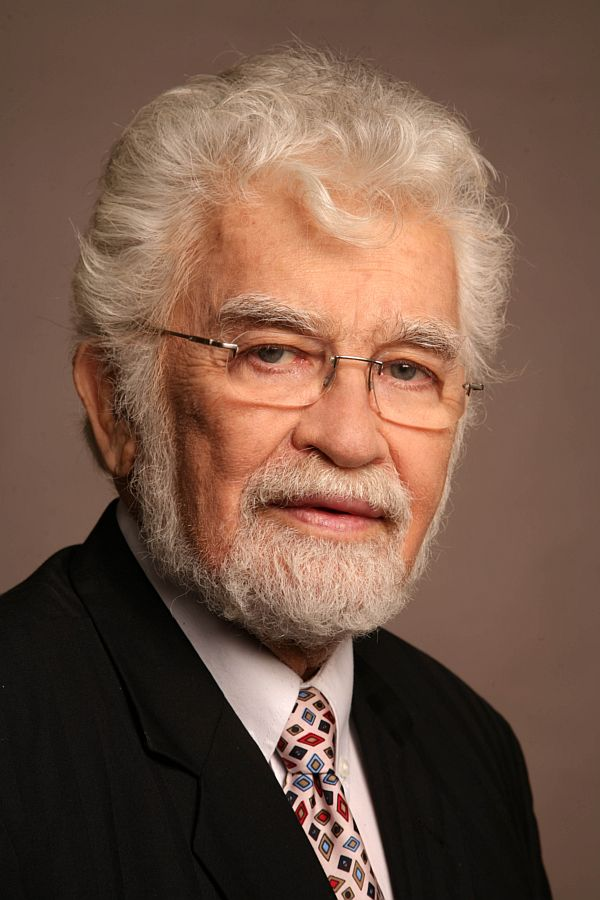
Shmuel Atzmon-Wircer en 2009
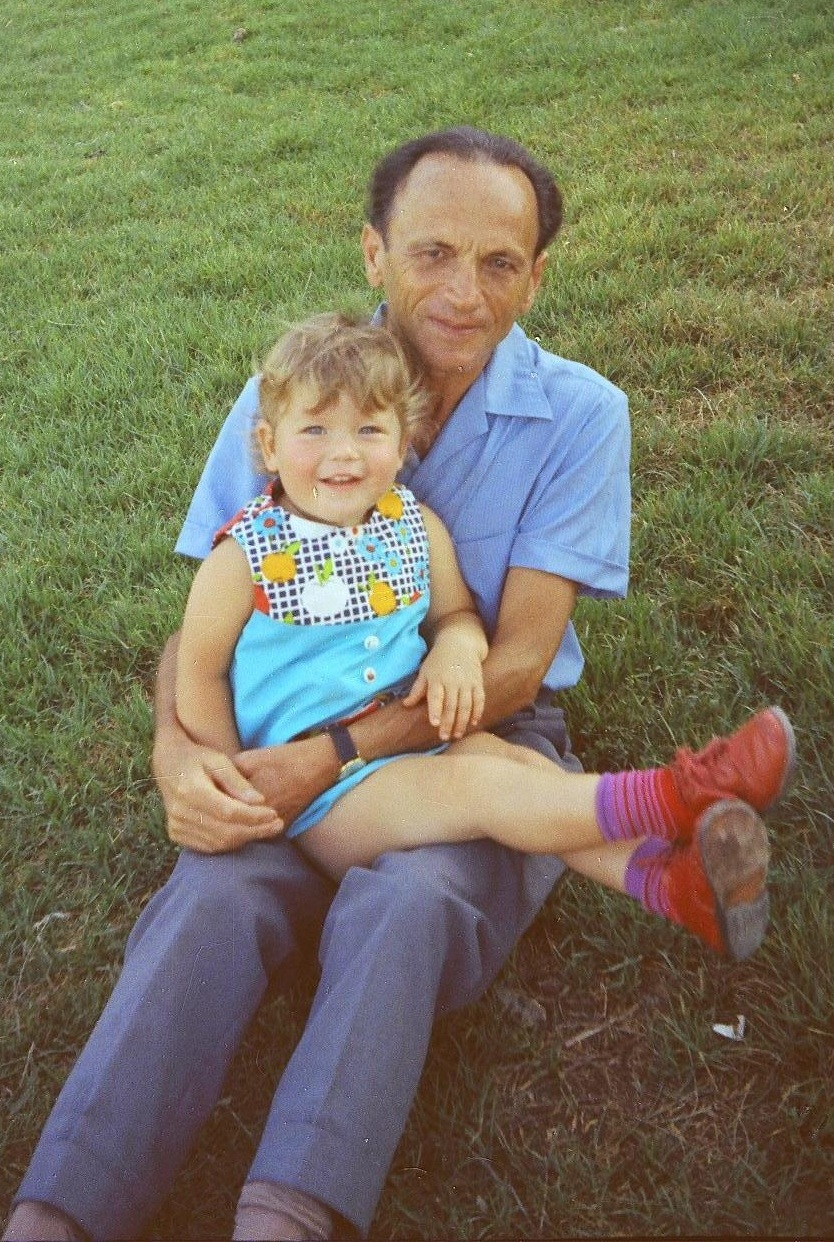
Shmuel Ben-Artzi avec sa fille
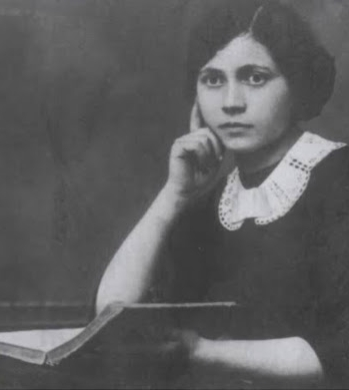
Esther Kreitman jeune
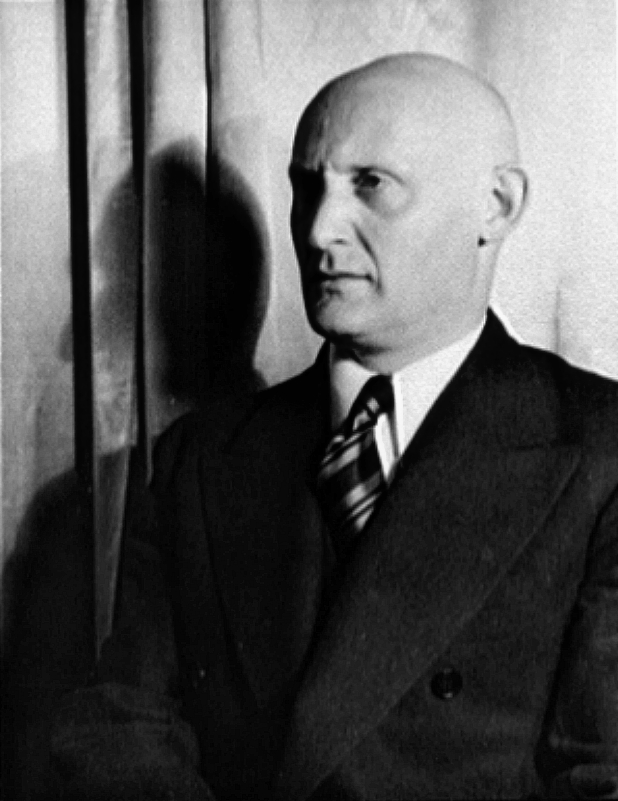
Joshua Singer en 1938
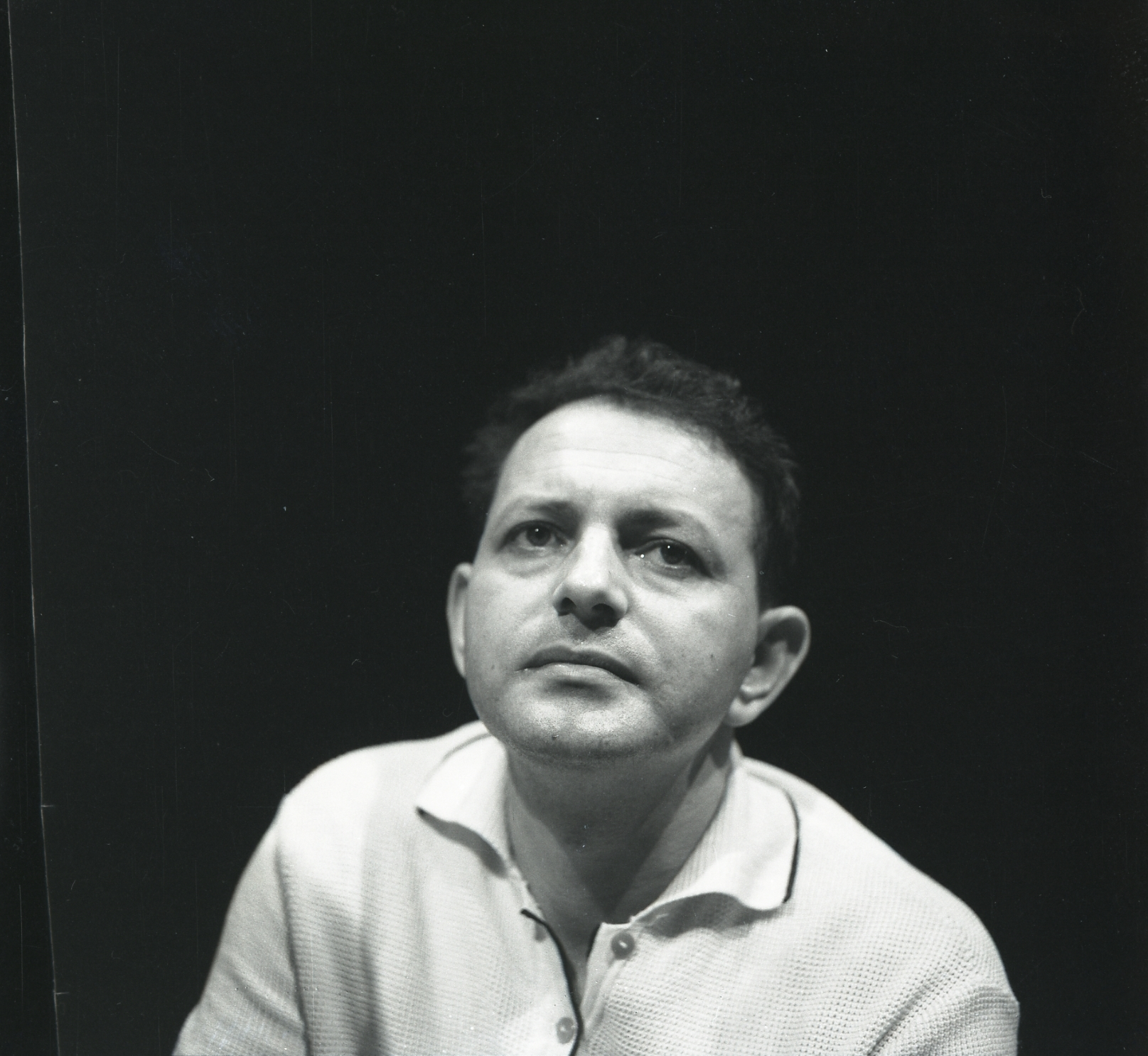
Ben-Zion Tomer en 1962

## Évolution de la population juive
| Population juive à Biłgoraj |                        |                 |                      |
| Date                        | Population de Biłgoraj | Nombre de Juifs | Pourcentage de Juifs |
| 1660                        | -                      | 12              | -                    |
| 1674                        | 237                    | 40              | 16,9 %               |
| 1778                        | 2 176                  | 418             | 19,2 %               |
| 1819                        | 2 307                  | 616             | 26,7 %               |
| 1827                        | 3 050                  | 1 019           | 33,4 %               |
| 1836                        | -                      | 1 204           | -                    |
| 1860                        | 5 434                  | 2 070           | 38,1 %               |
| 1865                        | 6 136                  | 2 221           | 36,2 %               |
| 1899                        | 8 953                  | 3 810           | 42,6 %               |
| 1914                        | 11 173                 | 5 595           | 50,1 %               |
| 1921                        | 5 603                  | 3 715           | 66,3 %               |
| 1939                        | 8 270                  | 5 010           | 60,6 %               |